# Prats (Andorre)
Pour les articles homonymes, voir Prats.
Prats (prononcé en catalan : /ˈpɾats/) est un village d'Andorre, situé dans la paroisse de Canillo, qui comptait 70 habitants en 2021.

## Géographie

### Localisation
Le village de Prats se trouve à une altitude de 1 565 m au dessus du confluent entre le riu del Forn et la rive gauche de la Valira d'Orient. On accède au village depuis Canillo situé 1 km au nord par la route CS-250.

### Climat
| Mois                              | jan. | fév. | mars | avril | mai  | juin | jui. | août | sep. | oct. | nov. | déc. | année |
| --------------------------------- | ---- | ---- | ---- | ----- | ---- | ---- | ---- | ---- | ---- | ---- | ---- | ---- | ----- |
| Température minimale moyenne (°C) | −3,3 | −3,4 | −1,4 | 0,4   | 4    | 7,6  | 10   | 9,9  | 7,1  | 4    | 0    | −2,3 | 2,7   |
| Température moyenne (°C)          | 0,5  | 1,2  | 3,6  | 5,1   | 9,1  | 13,2 | 16,3 | 16   | 12,7 | 8,8  | 3,9  | 1,4  | 7,6   |
| Température maximale moyenne (°C) | 4,3  | 5,7  | 8,6  | 9,8   | 13,9 | 18,8 | 22,3 | 21,8 | 18,1 | 13,4 | 8,9  | 5,1  | 12,4  |
| Précipitations (mm)               | 67,6 | 39,5 | 52,5 | 89    | 106  | 98,1 | 70,8 | 87,6 | 90,8 | 89,9 | 92,7 | 78,9 | 9 635 |

## Patrimoine
- Le village abrite l'église Sant Miquel de Prats, classée édifice protégé d'Andorre. Il s'agit d'une église édifiée entre le XIIe siècle et le XIIIe siècle dans un style architectural roman[6]. L'église est bâtie selon un plan rectangulaire et comporte de plus une abside semi-circulaire et un clocher-mur avec deux arcs en plein cintre[7].
- Les Gravats de la Roca de les Bruixes correspondent à un ensemble de gravures rupestres situé dans une forêt au sud du village, à 1 600 m d'altitude[8]. Ces gravures ont été étudiées en 1962 par Pere Canturri[8],[9] et datent selon toute vraisemblance de l'âge du bronze[10].

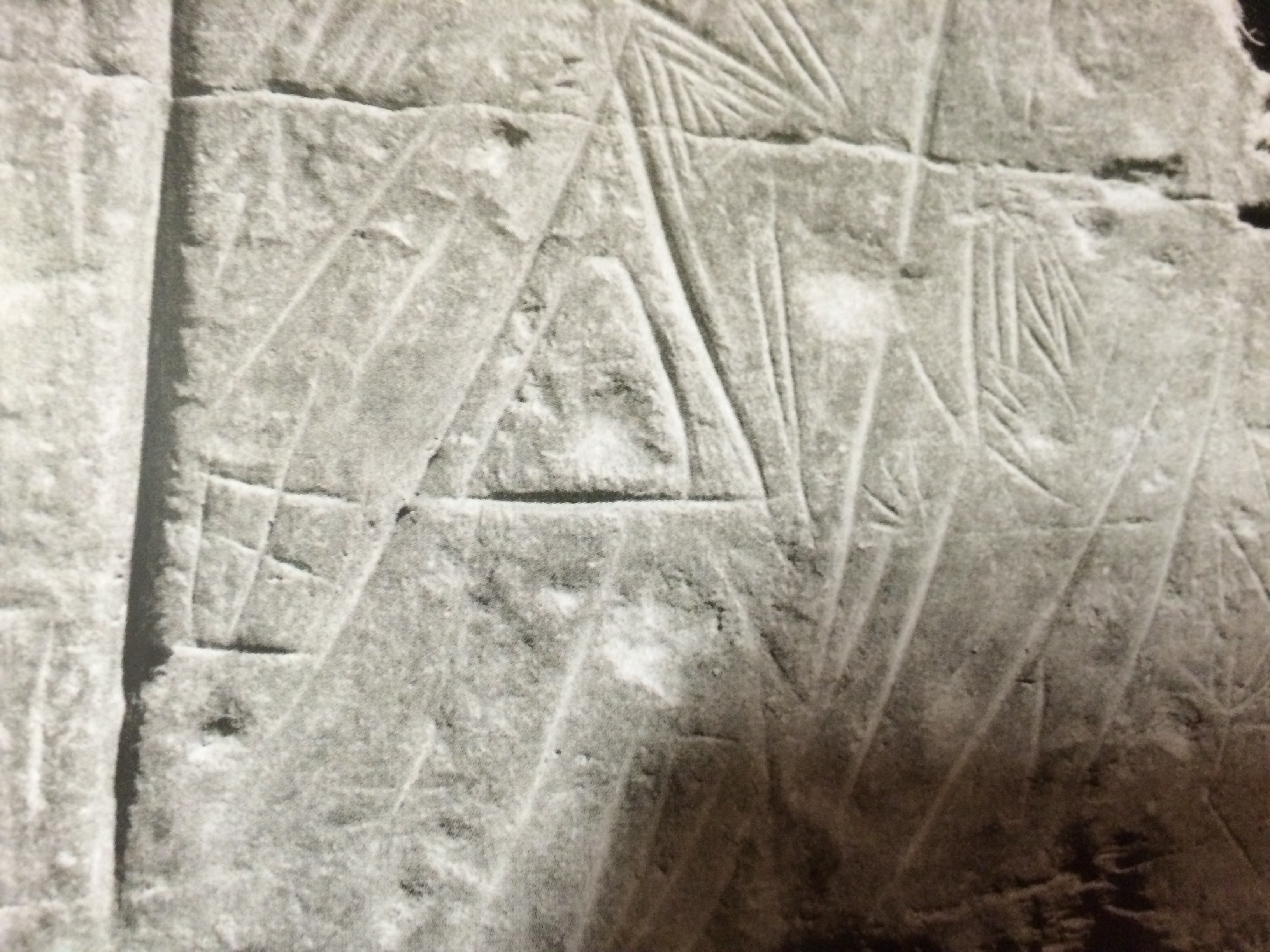
Roca de les Bruixes
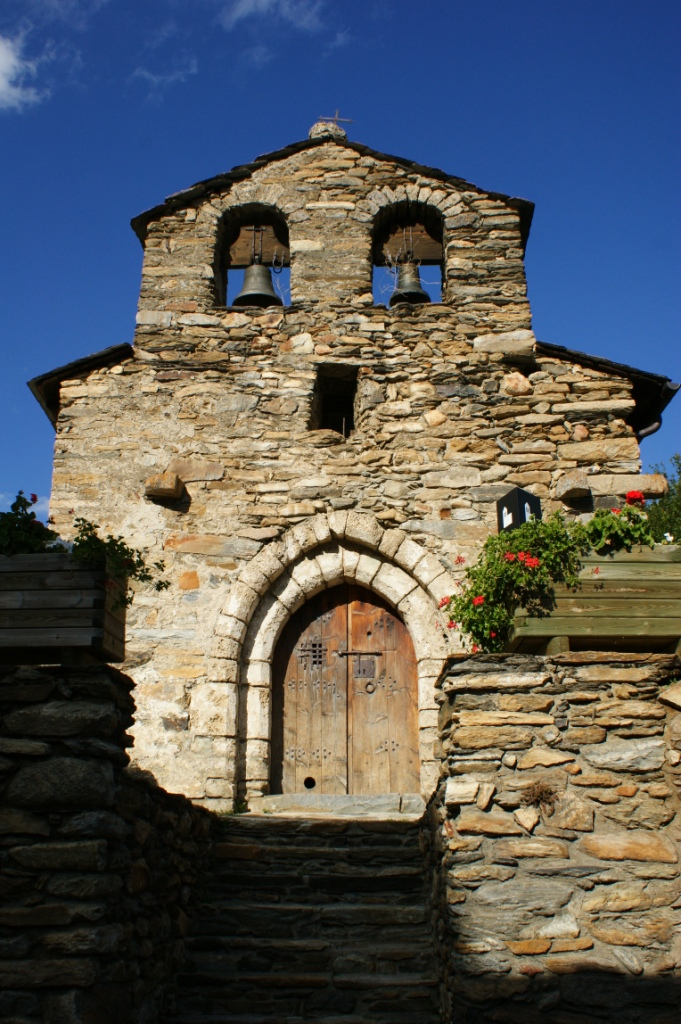
Sant Miquel de Prats

## Personnalités liées
- Jordi Alcobé Font (1974-), homme politique andorran

## Démographie
La population de Prats était estimée en 1838 à 50 habitants et à 70 habitants en 1875.

### Époque contemporaine
| 1984 | 1985 | 1986 | 1987 | 1988 | 1989 | 1990 | 1991 | 1992 |
| ---- | ---- | ---- | ---- | ---- | ---- | ---- | ---- | ---- |
| 19   | 19   | 23   | 22   | 27   | 26   | 26   | 33   | 30   |

| 1993 | 1994 | 1995 | 1996 | 1997 | 1998 | 1999 | 2000 | 2001 |
| ---- | ---- | ---- | ---- | ---- | ---- | ---- | ---- | ---- |
| 29   | 28   | 28   | 29   | 31   | 31   | 33   | 35   | 34   |

| 2002 | 2003 | 2004 | 2005 | 2006 | 2007 | 2008 | 2009 | 2010 |
| ---- | ---- | ---- | ---- | ---- | ---- | ---- | ---- | ---- |
| 32   | 33   | 33   | 36   | 39   | 48   | 54   | 40   | 46   |

| 2011 | 2012 | 2013 | 2014 | 2015 | 2016 | 2017 | 2018 | 2019 |
| ---- | ---- | ---- | ---- | ---- | ---- | ---- | ---- | ---- |
| 50   | 48   | 47   | 52   | 51   | 53   | 56   | 54   | 47   |

| 2020 | 2021 | - | - | - | - | - | - | - |
| ---- | ---- | - | - | - | - | - | - | - |
| 51   | 70   | - | - | - | - | - | - | - |